# Menipea vectifera
Menipea vectifera är en mossdjursart som beskrevs av Harmer 1923. Menipea vectifera ingår i släktet Menipea och familjen Candidae. Inga underarter finns listade i Catalogue of Life.